# Stara Synagoga w Łowiczu
Stara Synagoga w Łowiczu – pierwsza synagoga łowickiej gminy żydowskiej znajdująca się dawniej przy obecnej ulicy Zduńskiej.
Synagoga została zbudowana w 1829 roku. Rozebrana w 1871 roku i w tym samym roku na jej miejscu zaczęto budować nową murowaną synagogę.